# Mytilina acanthophora
Mytilina acanthophora är en hjuldjursart som beskrevs av Hauer 1938. Mytilina acanthophora ingår i släktet Mytilina och familjen Mytilinidae. Inga underarter finns listade i Catalogue of Life.